# Tom Angelripper
Tom Angelripper est un chanteur de thrash metal allemand né le 19 février 1963.

## Biographie
Tom Angelripper est né à Gelsenkirchen le 19 février 1963, d'où il a appris à jouer de la guitare basse de façon constante tout en travaillant dans les mines de charbon. Il a ensuite continué à être le membre fondateur du groupe de thrash metal allemand Sodom, dans lequel il joue de la basse et chante sur chaque album studio.
Dans Sodom, Tom Angelripper joue de la guitare basse et chante. Angelripper a formé Sodom avec le guitariste Frank Testegen «Aggressor» et le batteur Chris WitchHunter en 1982.
Angelripper a également fondé un groupe appelé Onkel Tom Angelripper qui joue en versions metal dew Schlagers, chansons à boire et chants de Noël.
Il joue également dans plusieurs autres sideprojects, tels que les groupes Bassinvaders, Dezperadoz et Die Knappen.

## Discographie

### avec Sodom
- 1986 : Obsessed By Cruelty
- 1987 : Persecution Mania
- 1989 : Agent Orange
- 1990 : Better Off Dead
- 1992 : Tapping the Vein
- 1994 : Get What You Deserve
- 1995 : Masquerade in Blood
- 1997 : 'Til Death Do Us Unite
- 1999 : Code Red
- 2001 : M-16
- 2006 : Sodom
- 2007 : The Final Sign of Evil
- 2010 : In War and Pieces
- 2013 : Epitome of Torture
- 2016 : Decision Day
- 2020 : Genesis XIX
- 2022 - 40 Years at War - The Greatest Hell of Sodom
- 2023 : 1982 (EP)
- 2025 : The Arsonist

### avec Onkel Tom Angelripper
- 1995 - Delirium (Single)
- 1995 - Ein schöner Tag (Single)
- 1996 : Ein schöner Tag...
- 1997 - Kampftrinkerlieder (Single)
- 1998 : Ein Tröpfchen voller Glück
- 1999 : Ein Strauß bunter Melodien
- 1999 - Das blaueste Album der Welt! (Compilation)
- 2000 : Ich glaub' nicht an den Weihnachtsmann
- 2002 - Die volle Dröhnung (Box set)
- 2004 - W:O:A Roadshow 2003 (Split video)
- 2004 - Bon Scott hab' ich noch live gesehen (EP)
- 2004 - Lieder die das Leben schreibte (Video)
- 2011 - Wacken Hymne - Wacken Will Never Die (Split)
- 2011 : Nunc est Bibendum
- 2014 : H.E.L.D.
- 2018 - Zwischen Emscher & Lippe (EP)
- 2018 - Ich finde nur Metal geil (Single)
- 2018 - Flasche zu Flasche (Single)
- 2018 - Bier Ernst

### avec Dezperadoz
- 2000 : The Dawn of Dying

### avec Bassinvaders
- 2008 : Hellbassbeaters

### avec Die Knappen
- 2008 : Glück Auf! (single)
- 2010 : Auf Kohle geboren

### Apparitions d'invités
- Protector – Golem (1988, Atom H)
- Tai Pan - Slow Death (1995, Shark Records)
- Various artists - GötterDÄmmerung – Tribut an die beste Band der Welt (1997, Gringo Records/Intercord) (Sodom)
- J.B.O. - Meister der Musik (1998, Lawine Records) (Sodom)
- Mambo Kurt - Back in Beige: Return of Alleinunterhalter (2000, Virgin Records)
- Various artists - Metal Warriors Wacken 1999 (10 Years Anniversary Special) (2001, Nuclear Blast)
- Protector - Echoes from the Past... (Compilation) (2003, I Hate)
- Holy Moses - Strength Power Will Passion (2005, Armageddon Music)
- Powergod - That's Metal Lesson II - Long Live the Loud (2005, Massacre Records)
- Dezperadoz - The Legend and the Truth (2006, AFM Records)
- Holy Moses - Master of Disaster (2006, Armageddon Music)
- Dezperadoz - An Eye for an Eye (2008, AFM Records)
- Destruction - The Curse of the Antichrist: Live in Agony (2009, AFM)
- Destruction - A Savage Symphony - The History of Annihilation (2010, AFM)
- Irreverence - Upon These Ashes (2010, Noisehead Records)
- Wortmord - Wortgeburt (2010, Broken Silence Records)
- Pharao - Road to Nowhere (2010, SAOL)
- Final Depravity - Nightmare 13 (2010, Nihilistic Empire)
- Doro - 25 Years in Rock... and Still Going Strong (2010, Nuclear Blast)
- Onslaught - Bomber (Célibataire) (Avec Phil Campbell de Motörhead, Persian Risk et The Bastards Sons) (2010, AFM)
- Onslaught - Sounds of Violence (2011, AFM)
- Doro - Merry Metal Xmas (Célibataire) (2011, Nuclear Blast)
- Atrocity - Die Gottlosen Jahre (2012, Napalm Records)
- Dezperadoz - Dead Man's Hand (2012, Drakkar)
- Afterblood - Limited Signed 3-track CD Single for Live Audiences (2012, Independent)
- Destruction - Spiritual Genocide (2012, Nuclear Blast)
- Afterblood - Of Unsound Minds (2013, Independent)
- Frank Blackfire - Back on Fire (2015, Nihilistic Empire)
- Coroner - Autopsy: The Years 1985-2014 in Pictures (2016, Century Media Records)
- Doro - Strong and Proud (30 Years of Rock and Metal) (2016, Nuclear Blast)
- Dezperadoz - Call of the Wild (2017, Drakkar)
- Enrichment - Crawl (Single) (2017, MetalSpiesser)
- Enrichment - Reanimate (2017, MetalSpiesser)
- Darkness - First Class Violence (2018, Massacre)
- Tank - Re-Ignition (2019, Cleopatra)
- Warfare - The Songbook of Filth (2021, Hear No Evil Recordings)
- Traitor - Total Thrash (2022, Violent Creek)
- Traitor - Exiled To The Surface (2022, Violent Creek)
- Pestlegion - Sathanas Grand Victoria (2022, Osmose Productions)
- Holy Moses – Invisible Friends (Invisible Queen) (2023, Fireflash)
- Nail Within - Bleeding Society (2023, Massacre)
- Nail Within - Sound of Demise (2023, Massacre)
- Japanische Kampfhörspiele - Zurück im Dreck (Back to ze Roots II) (2024, Bastardized Recordings)
- Dezperadoz - Moonshiner (2024, El Puerto Records)
- Tyranthrope - Moloch (2024, Independent)